# Charles Tingwell
Charles William „Bud“ Tingwell, AM (* 3. Januar 1923 in Sydney; † 15. Mai 2009 in Melbourne) war ein australischer Schauspieler, der nach dem Zweiten Weltkrieg bis kurz vor seinem Tod in etlichen britischen und australischen Fernseh- und Kinoproduktionen auftrat.

## Leben

### Werdegang
Der in Coogee, einem Strandvorort im Osten von Sydney, geborene Tingwell wurde schon in frühester Kindheit mit dem Spitznamen „Bud“ bedacht, der ihn zeit seines Lebens begleitete. Er meinte zwar einmal, dass ihm Charles als Anrede lieber sei, doch schätzte er die Volkstümlichkeit von „Bud“. Vor dem Zweiten Weltkrieg war er als 17-Jähriger beim Sydneyer Rundfunksender 2CH beschäftigt und galt als jüngster Moderator des Landes.
1941 meldete er sich freiwillig zum Kriegsdienst und flog für die Royal Australian Air Force Aufklärungsflüge über Nordafrika. Er wurde mit mehreren Auszeichnungen und Medaillen bedacht.
Anschließend begann er, sich mit kleineren Rollen in Theater und Film ein neues Standbein zu schaffen. Seine erste Filmrolle hatte er 1946 in Smithy, einem Werk, das sich mit dem australischen Flugpionier Charles Kingsford Smith beschäftigte. Weiters drehte er The Glenrowan Affair. Im Rahmen der in Australien gedrehten US-Produktion Känguruh  verschaffte er sich auch Freunde in Hollywood und spielte dort 1953 im Kriegsfilm Die Wüstenratten. Nachdem er einstweilen in Australien unter anderem mit King of the Coral Sea seine Karriere fortsetzte, folgte er schließlich 1953 dem in jener Ära für australische Künstler und andere Intellektuelle üblichen Pfad und zog nach England.
Nach etlichen Engagements in Kino- und Fernsehfilmen gelang ihm dort in den 1960er-Jahren der Durchbruch mit den Miss-Marple-Verfilmungen mit Margaret Rutherford in der Hauptrolle. Darin spielte er den später zum Oberinspektor beförderten Inspektor Craddock, einen dienstbeflissenen und gesetzestreuen Polizeibeamten, der Jane Marple und ihren Mord- und Verbrechenstheorien keinen Glauben schenkt, sich am Ende aber stets eines Besseren belehren lässt und die schrullige Detektivin meist aus gefährlichen Situationen befreien muss. Auch nach Hollywood ging er zwischenzeitlich wieder, wo er in Tarzan, der Gewaltige eine gute Rolle bekam.
Nach diesem ersten Höhepunkt seiner Karriere wurde es etwas stiller in Tingwells Leben. Er spielte vornehmlich Rollen in Episoden bekannter Fernsehserien, u. a. Catweazle, Mit Schirm, Charme und Melone und UFO, ehe er 1972 wieder nach Australien zurückkehrte. Dort wurde er zu einem beliebten Darsteller, der vornehmlich in lokalen Fernsehserien wie Die fliegenden Ärzte und Nachbarn sowie australischen Filmproduktionen wie Malcolm, USS Charleston und The Dish auftrat.
In seinem Heimatland wurde er durch die Rolle des Inspektor Reg Lawson, den er zwischen 1973 und 1977 in 125 Folgen des mehrfach mit dem Fernsehpreis Logie ausgezeichneten australischen TV-Klassikers Homicide (nicht im deutschsprachigen Raum ausgestrahlt) verkörperte, weitgehend bekannt.
Seine Darstellung des liebenswürdigen Rechtsanwaltes Lawrence Hammill, der noch einmal aus dem Ruhestand zurückkehrt und sich pro bono einer unbedarften kleinbürgerlichen Familie annimmt und diese vor einer Enteignung ihres Hauses im Rahmen einer Flughafenerweiterung rettet, im australischen Film The Castle (auch bekannt als My Home is my Castle) von 1997, erneuerte seine Popularität und stellte ihn einer neuen Generation vor.
Tingwell trat zudem auch häufig als Regisseur und Produzent bei zahlreichen Fernsehserien in Erscheinung.

### Privates
Charles Tingwell heiratete 1951 seine Jugendliebe Audrey Wilson, die er bereits seit ihrem 16. Lebensjahr kannte und mit der er 45 Jahre bis zu ihrem Tod 1996 verheiratet war. Aus der Ehe gingen die beiden Kinder Christopher und Virginia hervor. Letztgenannte wurde ebenfalls Schauspielerin.
Charles Tingwell war ein Mitglied im Bund der Freimaurer.
Tingwell starb an Prostatakrebs. Mit einem Staatsbegräbnis wurde ihm die letzte Ehre erwiesen.

## Filmografie (Auswahl)
- 1939: Come Up Smiling
- 1948: Always Another Dawn
- 1950: Die Quelle von Karagarni (Bitter Springs)
- 1952: Gesetz der Peitsche (Kangaroo)
- 1953: Die Wüstenratten (The Desert Rats)
- 1960: Tarzan, der Gewaltige (Tarzan the Magnificent)
- 1961: 16 Uhr 50 ab Paddington (Murder She Said)
- 1963: Der Wachsblumenstrauß (Murder at the Gallop)
- 1963: Mit Schirm, Charme und Melone (The Avengers, Folge: Der Bunker)
- 1964: Vier Frauen und ein Mord (Murder Most Foul)
- 1964: Mörder ahoi! (Murder Ahoy)
- 1966: Blut für Dracula (Dracula: Prince of Darkness)
- 1970: Catweazle (Catweazle, Fernsehserie)
- 1971: UFO (Fernsehserie, 1 Folge)
- 1977: Summerfield (Summerfield)
- 1978: Damals, als ich starb (Gone to Ground)
- 1978: Die Geldhaie (Money Movers)
- 1980: Der Fall des Lieutnant Morant (Breaker’ Morant)
- 1983: Delie & Brenton (All the rivers run)
- 1986: Malcolm
- 1986: Windrider
- 1987: Der rote Mond – Eine Weihnachtsgeschichte (Miracle Down Under)
- 1988: Ein Schrei in der Dunkelheit (Evil Angels)
- 1989: Die fliegenden Ärzte (The Flying Doctors)
- 1993–2003: Nachbarn (Neighbours)
- 1997: My Home is My Castle (The Castle)
- 2000: The Dish
- 2000: Twist total – Eine australische Familie legt los (Round the Twist)
- 2000: Innocence – Erste Liebe, zweite Chance (Innocence)
- 2000: USS Charleston – Die letzte Hoffnung der Menschheit (On the Beach)
- 2003: Gesetzlos – Die Geschichte des Ned Kelly (Ned Kelly)
- 2006: Unwiderstehlich (Irresistible)
- 2008: Three Blind Mice
- 2009: Remembering Nigel
- 2010: Bed of Roses (Fernsehserie, 8 Folgen)

## Auszeichnungen
Für sein Lebenswerk bekam Charles Tingwell im Jahre 1999 den Order of Australia verliehen.
1994 wurde er in die von der TV Week veranstalteten Gold Logie Hall of Fame aufgenommen, eine der bedeutendsten Auszeichnungen für australische Fernsehschaffende.